# 赫茨普龙环形山
赫茨普龙环形山(Hertzsprung)是月球背面赤道区一座巨大的撞击坑，约形成于酒海纪代，为月球上最大的陨石坑之一-直径达570公里，中心月面坐标为1°22′N 128°40′W / 1.37°N 128.66°W，其名称取自丹麦天文学家埃纳·赫茨普龙(1873年-1967年)，1970年被国际天文联合会正式批准接受。
赫茨普龙环形山的尺寸比月球正面的几座月海还大，但不同的是，它只有一小部分区域被熔岩覆盖。月球背面的其它一些撞击结构也是类似情况，月背火山喷发的规模远小于月球正面。因此，赫茨普龙环形山是一座撞击坑(未被幽暗的熔岩填塞的撞击盆地)，它被称为陨石坑，而非月海。

## 描述
该环形山是酒海纪期由一颗小行星撞击所形成的一座多环大陨坑，清晰地显示了直径570公里(盆地)和270公里(内圈)的二个环。此外，在环形山内还有一些其它的环和环痕(直径400公里和140公里)。赫茨普龙环形山的平均深度为4.5公里，容积64万公里3，侧壁高1.06公里。内环中的地表较外环中的更平坦、年轻，这表明该区域被熔岩覆盖的时间要比环形山晚得多，并有负重力异常现象，在此重力加速度下降了45毫伽。
赫茨普龙环形山因后续撞击而基本损毁，陨坑内外形成了众多较小的撞击坑，靠近东北侧外壁有直径123公里的迈克耳孙环形山，西侧是直径将近100公里的瓦维洛夫环形山和乔叟陨石坑，另一座邻近的陨石坑是东南面的卢克莱修环形山，而埃文斯环形山位于它的西南、北面为格里格陨石坑。
赫茨普龙环形山布满来自东海撞击盆地抛射出的溅射物，在里面形成了众多的次生坑，有些构成了链坑，尤其是横亘在南部的"卢克莱修链坑"，从东南外环起，向西北偏北方延伸止内环坑壁。内环坑壁也已被包括位于东部的"赫茨普龙 D"和西侧的"赫茨普龙 S"等撞击坑击破，但不包括位于内环坑中的K、H、X和L坑。
盆地的中央是一质量密集区(质量瘤)，或高重力区。月球探勘者飞船的多普勒雷达首次检测到了该质量瘤。
月球赤道从该陨坑的中心点以南横贯而过。

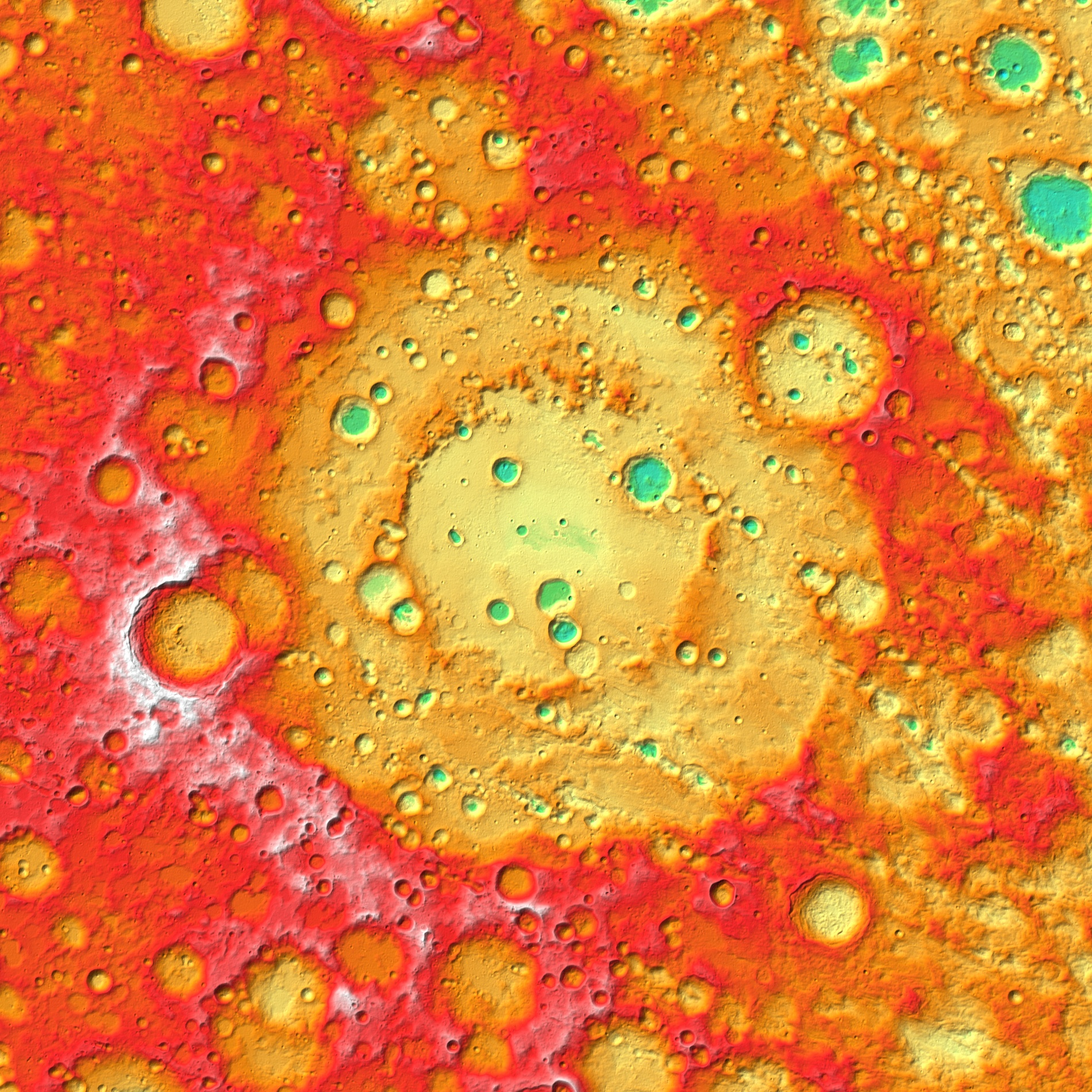
地形图
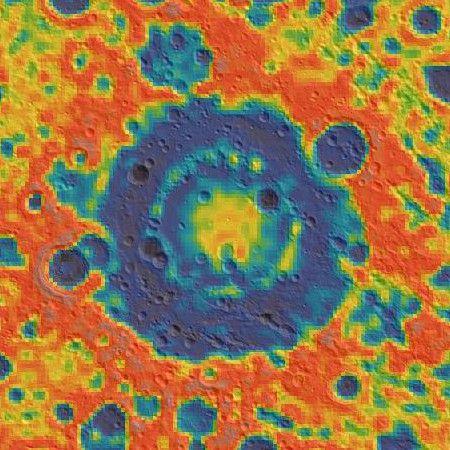
根据圣杯号数据绘制的重力图

## 卫星陨石坑
按惯例，最靠近赫茨普龙环形山的卫星坑在月图上以字母标注在该坑中心点的旁边。
| 赫茨普龙 | 月面坐标                          | 直径, 公里 |
| -------- | --------------------------------- | ---------- |
| D        | 3°26′N 126°12′W / 3.43°N 126.20°W | 48         |
| H        | 1°16′S 125°09′W / 1.26°S 125.15°W | 20         |
| K        | 0°40′S 128°29′W / 0.67°S 128.48°W | 27         |
| L        | 0°13′N 128°42′W / 0.22°N 128.70°W | 35         |
| M        | 7°33′S 129°47′W / 7.55°S 129.79°W | 36         |
| P        | 0°08′S 130°14′W / 0.14°S 130.24°W | 22         |
| R        | 0°16′S 132°48′W / 0.27°S 132.80°W | 30         |
| S        | 0°27′N 133°24′W / 0.45°N 133.40°W | 49         |
| V        | 5°04′N 134°10′W / 5.07°N 134.17°W | 40         |
| X        | 3°41′N 130°05′W / 3.68°N 130.08°W | 24         |
| Y        | 8°46′N 131°59′W / 8.77°N 131.99°W | 25         |

- 卫星坑"赫茨普龙 S"形成于酒海纪[2]；
- 卫星坑"赫茨普龙 V"形成于晚雨海世[2]；

## 另请参阅
- 最大的月球撞击坑 （页面存档备份，存于）
- Andersson, L. E.; Whitaker, E. A., (1982). 美国宇航局已命名月球地名目录 （页面存档备份，存于）. NASA RP-1097.
- Bussey, B.; Spudis, P. (2004). 克莱门泰月球地图. 纽约: 剑桥大学出版社 . ISBN 0-521-81528-2.
- Cocks, Elijah E.; Cocks, Josiah C. (1995). Who’s Who on the Moon: A Biographical Dictionary of Lunar Nomenclature. Tudor Publishers. ISBN 0-936389-27-3.
- McDowell, Jonathan (July 15, 2007). «Lunar Nomenclature». Jonathan’s Space Report. Retrieved 2007-10-24.
- Menzel, D. H.; Minnaert, M.; Levin, B.; Dollfus, A.; Bell, B. (1971). «Report on Lunar Nomenclature by The Working Group of Commission 17 of the IAU». Space Science Reviews 12: 136.
- Moore, Patrick (2001). On the Moon. Sterling Publishing Co. ISBN 0-304-35469-4.
- Price, Fred W. (1988). The Moon Observer’s Handbook. Cambridge University Press. ISBN 0-521-33500-0.
- Rükl, Antonín (1990). Atlas of the Moon. Kalmbach Books. ISBN 0-913135-17-8.
- Webb, Rev. T. W. (1962). Celestial Objects for Common Telescopes (6th revision ed.). Dover. ISBN 0-486-20917-2.